# Lipina (Valašské Klobouky)
Lipina je vesnice ve Zlínském kraji, část města Valašské Klobouky. Leží na komunikaci spojující Valašské Klobouky a nedaleký Slavičín, z obce vede také přístupová komunikace k jedinému většímu rekreačnímu středisku mikroregionu Valašskokloboucko.
Přímo v obci se nachází veřejnosti přístupné stáje a hipoklub.
Název vesnice pochází podle pověsti od lip, které na okraji obce dříve rostly.

## Pamětihodnosti
- Kaplička Panny Marie